# Municipio de Jackson (condado de Mahoning)
El municipio de Jackson (en inglés: Jackson Township) es un municipio ubicado en el condado de Mahoning en el estado estadounidense de Ohio. En el año 2010 tenía una población de 2114 habitantes y una densidad poblacional de 33,3 personas por km².

## Geografía
El municipio de Jackson se encuentra ubicado en las coordenadas 41°5′26″N 80°51′58″O / 41.09056, -80.86611. Según la Oficina del Censo de los Estados Unidos, el municipio tiene una superficie total de 63.48 km², de la cual 62,21 km² corresponden a tierra firme y (2 %) 1.27 km² es agua.

## Demografía
Según el censo de 2010, había 2114 personas residiendo en el municipio de Jackson. La densidad de población era de 33,3 hab./km². De los 2114 habitantes, el municipio de Jackson estaba compuesto por el 97,73 % blancos, el 0,57 % eran afroamericanos, el 0,33 % eran amerindios, el 0,14 % eran asiáticos, el 0,57 % eran de otras razas y el 0,66 % eran de una mezcla de razas. Del total de la población el 0,95 % eran hispanos o latinos de cualquier raza.